# Cộng hòa Novgorod
Cộng hòa Novgorod (tiếng Nga: Новгоро́дская респу́блика, chuyển tự: Novgorodskaya respublika, IPA: [nəvgɐˈrotskəjə rʲɪsˈpublʲɪkə]; Новгородскаѧ землѧ / Novgorodskaję zemlę, vùng đất Novgorod; tiếng Latinh: Novogardia hoặc tiếng Nga: Новгородская Русь, chuyển tự: Novgorodskaya Rus’) là một nước cộng hòa trong lịch sử Nga thời Trung cổ. Cộng hòa Novgorod trải dài từ Biển Baltic tới dãy núi Ural vào giữa thế kỷ 12 và 15, trọng tâm là thành phố Novgorod. Các công dân gọi thành bang của họ là "Hoàng thượng Chúa Novgorod Đại đế" (Gosudař Gospodin Velikij Novgorod), hay thông thường hơn là "Chúa Novgorod vĩ đại" (Gospodin Velikij Novgorod). Cộng hòa đã từng thịnh vượng với vai trò cửa ngõ cực đông của Liên minh Hanse.
Ngày 21 tháng 9 năm 862, những người Slav cổ đã mời Quận vương Rurik lập nên triều đại Nga đầu tiên ở Veliky Novgorod.
Ở phía bắc, Cộng hòa Novgorod rất thịnh vượng vì nó kiểm soát tuyến đường thương mại từ Sông Volga đến Biển Baltic. Khi Rus Kiev bị xuống dốc, Novgorod lại trở nên độc lập hơn. Một chính thể địa phương cai quản Novgorod; các quyết định lớn của chính phủ được biểu quyết bởi một hội đồng thành phố, một hoàng tử cũng được bầu như là lãnh đạo quân sự của thành phố. Trong thế kỷ 12, Novgorod mua lại cho chính mình chức Tổng giám mục, Một dấu hiệu cho thấy nó trở lên quan trọng hơn và ngày càng độc lập về chính trị.
Các vị lãnh đạo Cộng hòa Novgorod:
1. Burivoi
2. Gostomysl
3. Riurik
4. Oleg, 911/12
5. Igor, 913–944
6. Olga, 955–957
7. Sviatoslav Igorevich, 941–969
8. Vladimir the Great, 969–977
9. Iaropolk Sviatoslavich, 977–979

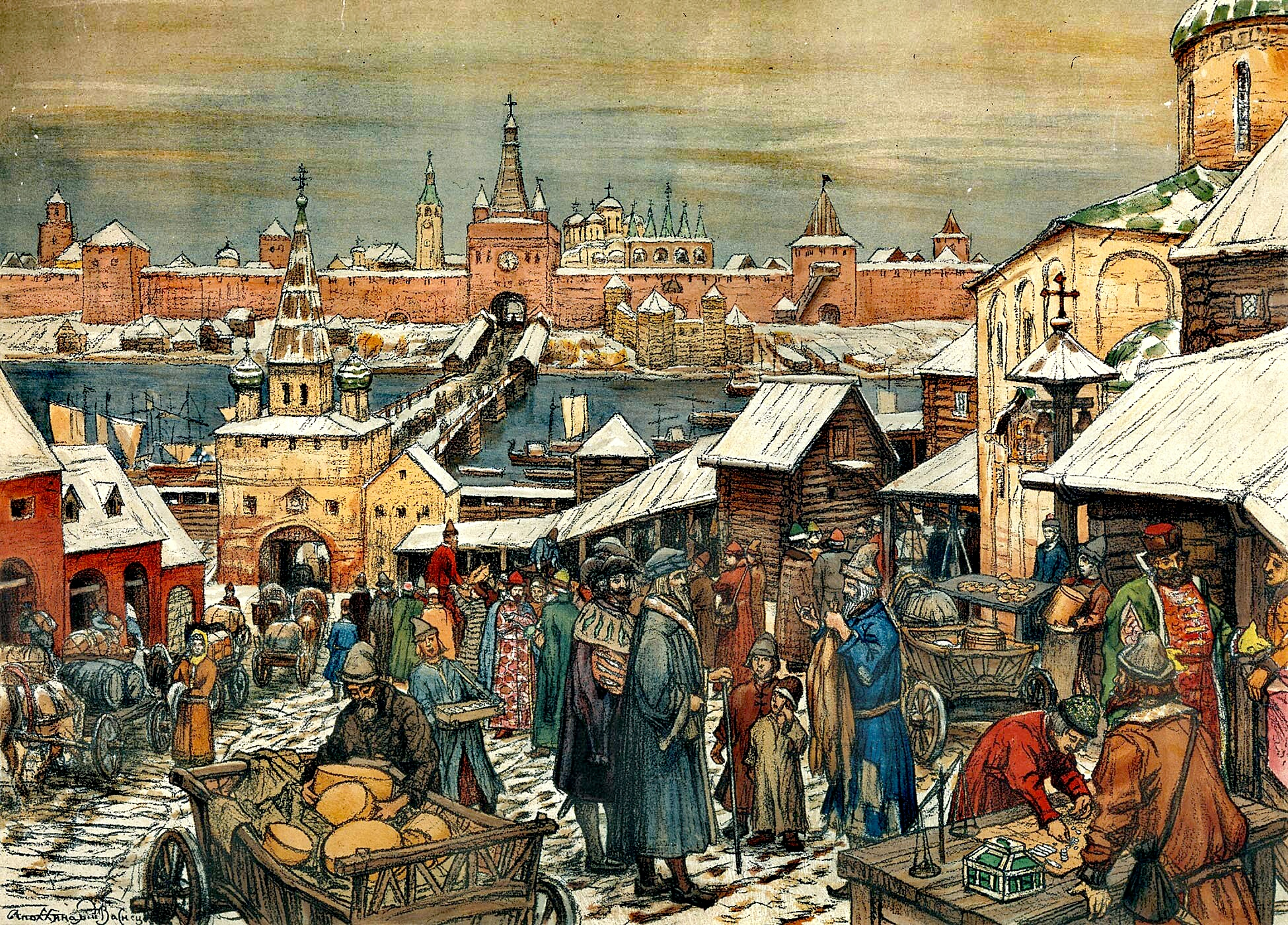
Novgorod

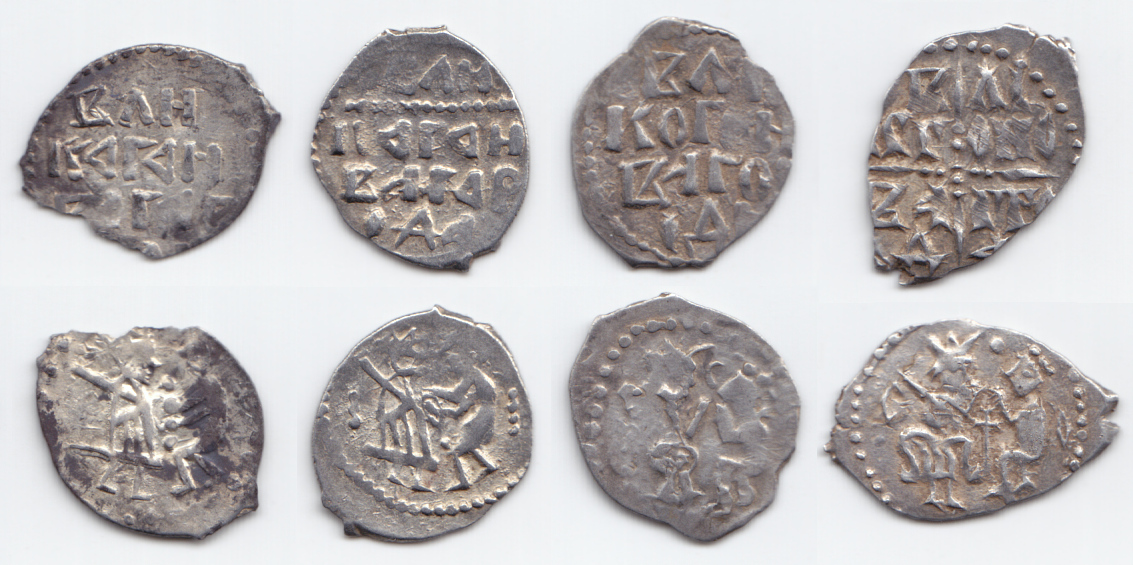
Tiền xu của Cộng hòa Novgorod, 1420-1478

10. Vladimir the Great (lập lại), 979–988
11. Viacheslav Vladimirovich, 988–1010
12. Iaroslav the Wise, 1010–1034
13. Vladimir Iaroslavich, 1034–1052
14. Iziaslav Iaroslavich, 1052–1054
15. Mstislav Iziaslavich, 1055–1067
16. Gleb Sviatoslavich, 1055–1067
17. Gleb Sviatoslavich, 1069–1073
18. Gleb Sviatoslavich, 1077–1078
19. Sviatopolk Iziaslavich, 1078–1088
20. Mstislav Vladimirovich ("the Great"), 1088–1094
21. Davyd Sviatoslavich, 1094–1095
22. Mstislav Vladimirovich (again), 1095–1117
23. Vsevolod Mstislavich, 1117–1132
24. Sviatopolk Mstislavich, 1132
25. Vsevolod Mstislavich (again), 1132–1136
26. Sviatoslav Ol'govich, 1136–1138
27. Sviatopolk Mstislavich (again), 1138
28. Rostislav Iurevich, 1138–1140
29. Sviatoslav Ol'govich (again), 1140–1141
30. Sviatoslav Vsevolodich, 1141
31. Rostislav Iurevich (lập lại), 1141–1142
32. Sviatopolk Mstislavich, 1142–1148
33. Iaroslav Iziaslavich, 1148–1154
34. Rostislav Mstislavich, 1154
35. Davyd Rostislavich của Smolensk, 1154–1155
36. Mstislav Iurevich, 1155–1158
37. Sviatoslav Rostislavich of Smolensk, 1158–1160
38. Mstislav Rostislavich ("Mù mắt"), 1160–1161
39. Sviatoslav Rostislavich, 1161–1168
40. Roman Mstislavich, 1168–1170
41. Riurik Rostislavich, 1170–1171
42. Iuri Andreevich, 1171–1175
43. Sviatoslav Mstislavich, 1175–1176
44. Mstislav Rostislavich the Eyeless (lập lại), 1177
45. Iaroslav Mstislavich, 1177
46. Mstislav Rostislavich "Mù mắt" (3rd time), 1177–1178
47. Iaropolk Rostislavich, 1178
48. Roman Rostislavich, 1178–1179
49. Mstislav Rostislavich ("Hói đầu"), 1179–1180
50. Vladimir Sviatoslavich, 1180–1181
51. Iaroslav Vladimirovich, 1182–1184
52. Mstislav-Boris Davydovich, 1184–1187
53. Iaroslav Vladimirovich (lập lại), 1187–1196
54. Iaropolk Iaroslavich, 1197
55. Iaroslav Vladimirovich (lập lại lần 3), 1197–1199
56. Sviatoslav Vsevolodich, 1200–1205
57. Konstantin Vsevolodich, 1205–1207
58. Sviatoslav Vsevolodich (again), 1207–1210
59. Mstislav Mstislavich, 1210–1215
60. Iaroslav Vsevolodich, 1215–1216
61. Mstislav Mstislavich (again), 1216–1218
62. Sviatoslav Mstislavich, 1218–1219
63. Vsevolod Mstislavich, 1219–1221
64. Vsevolod Iurevich (Dmitry), 1221
65. Iaroslav Vsevolodich (again), 1221–1223
66. Vsevolod Iurevich (again), 1223–1224
67. Mikhail Vsevolodich, 1225
68. Iaroslav Vsevolodich (3rd time), 1224–1228
69. Fedor Iaroslavich, 1228–1229
70. Aleksandr Iaroslavich ("Nevsky"), 1228–1229
71. Mikhail Vsevolodich (again), 1229
72. Rostislav Mikhailovich, 1229–1230
73. Iaroslav Vsevolodich (4th time), 1230–1236
74. Aleksandr Iaroslavich (again), 1236–1240
75. Andrei Iaroslavich, 1241
76. Aleksandr Iaroslavich (3rd time), 1241–1252
77. Vasily Aleksandrovich, 1252–1255
78. Iaroslav Iaroslavich, 1255
79. Vasily Aleksandrovich (again), 1255–1258
80. Aleksandr Iaroslavich (4th time), 1258–1260
81. Dmitry Aleksandrovich, 1260–1263
82. Vasily Iaroslavich, 1264–1272
83. Dmitry Aleksandrovich (again), 1272–1273
84. Vasily Iaroslavich (again), 1273–1276
85. Dmitry Aleksandrovich (3rd time), 1276–1281
86. Andrei Aleksandrovich, 1281–1285
87. Dmitry Aleksandrovich (4th time), 1285–1292
88. Andrei Aleksandrovich (again), 1292–1304
89. Mikhail Iaroslavich, 1308–1314
90. Afanasii Daniilovich, 1314–1315
91. Mikhail Iaroslavich (again), 1315–1316
92. Afanasii Daniilovich, 1318–1322
93. Iurii Daniilovich, 1322–1325
94. Aleksandr Mikhailovich, 1325–1327
95. Ivan Daniilovich (Kalita, "the Money-bag"), 1328–1337
96. Semen Ivanovich, 1346–1353
97. Ivan Ivanovich, 1355–1359
98. Dmitry Konstantinovich, 1359–1363
99. Dmitry Ivanovich (Donskoi), 1363–1389
100. Lengvenis (Lugveny (Semen) Olgerdovich), 1389–1407
101. Vasily Dmitr'evich, 1408–1425
102. Vasily Vasil'evich, 1425–1462
103. Ivan Vasil'evich ("the Great"), 1462–1480